# Cornflake Girl
"Cornflake Girl" is een nummer van de Amerikaanse zangeres Tori Amos. Het was de eerste single van haar tweede album, Under the Pink. Het nummer is uitgebracht op 10 januari 1994 in Europa en op 5 mei van dat jaar in de Verenigde Staten. De Amerikaanse Merry Clayton is als achtergrondzangeres te horen op het lied.

## Versies
In het Verenigd Koninkrijk zijn twee verschillende cd-singles uitgebracht. Op de ene staan drie eigengeschreven B-kantjes, op de andere staan covers van Joni Mitchell, Jimi Hendrix en Billie Holiday. De Amerikaanse versie kent weer andere B-kantjes.
Britse vinylsingle
1. "Cornflake Girl"
2. "Sister Janet"

Britse cd-single
1. "Cornflake Girl" – 5:05
2. "Sister Janet" – 4:00
Piano Suite
3. "All The Girls Hate Her" – 2:23
4. "Over It" – 2:11

Britse 'limited edition' cd-single
1. "Cornflake Girl" – 5:05
2. "A Case Of You" – 4:38
3. "If 6 Was 9" – 3:59
4. "Strange Fruit" – 4:00

Amerikaanse cd-single
1. "Cornflake Girl" (Edit) – 3:54
2. "Sister Janet" – 4:00
3. "Daisy Dead Petals" – 3:03
4. "Honey" – 3:47

## Hitlijsten
| Land                                      | Hoogste positie |
| ----------------------------------------- | --------------- |
| Verenigd Koninkrijk                       | 3               |
| Verenigde Staten (Bubbling Under Hot 100) | 7               |
| Australië                                 | 19              |
| Nieuw-Zeeland                             | 41              |
| Nederland                                 | 26              |
| Canada                                    | 30              |
| Duitsland                                 | 73              |
| Ierland                                   | 9               |

### NPO Radio 2 Top 2000
| Nummer met noteringen in de NPO Radio 2 Top 2000 | '09  | '10 | '11  | '12  | '13  | '14  | '15  |
| ------------------------------------------------ | ---- | --- | ---- | ---- | ---- | ---- | ---- |
| Cornflake Girl                                   | 1387 | -   | 1374 | 1384 | 1434 | 1519 | 1728 |

1. ↑  Een '-' betekent dat het nummer niet was genoteerd en een vetgedrukt getal geeft de hoogste notering aan.
2. ↑  2009 was het eerste jaar met een notering voor dit nummer.
3. ↑  Deze tabel is bijgewerkt tot en met de laatste editie (2024).